# 克拉旺什
克拉旺什（法語：Cravanche，法語發音：[kʁavɑ̃ʃ]）是法国弗朗什-孔泰大区贝尔福地区省的一个市镇，位于该省中部，贝尔福市区西北，属于贝尔福区。

## 地理
克拉旺什（47°39'14"N, 6°49'57"E）面积1.35 平方千米，位于法国勃艮第-弗朗什-孔泰大區贝尔福地区省，该省份为法国东北部内陆省份，东临上莱茵省，北起孚日省，西接上索恩省，南与杜省和瑞士接壤。
与克拉旺什接壤的市镇（或旧市镇、城区）包括：贝尔福、埃塞尔。

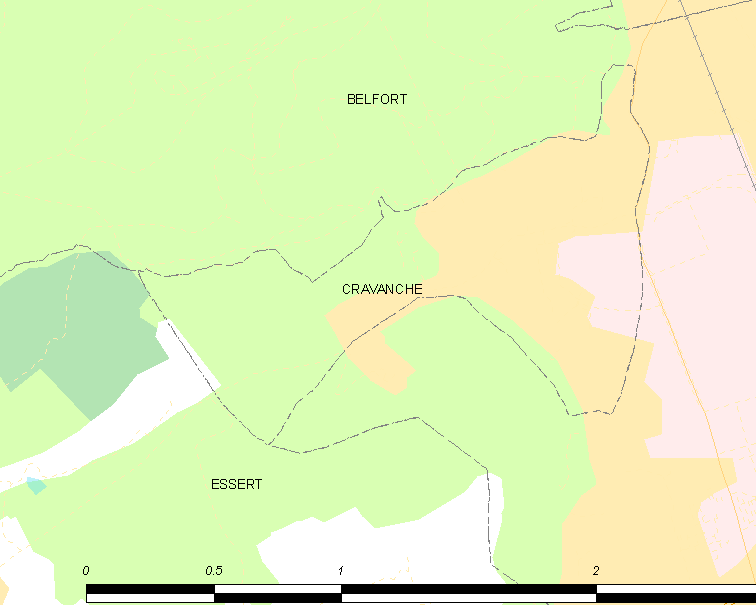
克拉旺什的OSM定位图

克拉旺什的时区为UTC+01:00、UTC+02:00（夏令时）。

## 行政
克拉旺什的邮政编码为90300，INSEE市镇编码为90029。

## 政治
克拉旺什所属的省级选区为巴维耶县。

## 人口

1962-2008年间克拉旺什人口变化图示

克拉旺什于2022年1月1日时的人口数量为1935人。